# Besuchsmittler
Der Besuchsmittler ist eine qualifizierte Person (Psychologe, Pädagoge oder Sozialarbeiter) im Rahmen der Familiengerichtshilfe in Österreich um einen Ausgleich zwischen den Interessen der Eltern oder Dritten (z. B. Großeltern, Geschwister, Tanten und Onkeln, Stief- oder Pflegeeltern) und dem Wohl des minderjährigen Kindes im Hinblick auf den persönlichen Kontakt mit beiden Elternteilen auch nach einer Trennung herzustellen.
Ein Kind über 14 Jahre kann über den Kontakt mit einem anderen Elternteil oder Dritten in der Regel bereits sehr weitgehend selbst bestimmen. Das Kind ist z. B. berechtigt, eigenständig einen Antrag zur Regelung des Kontaktrechts bei Gericht einzubringen und auch Kontakte abzulehnen. Die Tätigkeit der Besuchsmittler bezieht sich daher vor allem auf Kinder im Alter bis 14 Jahre.

## Aufgaben
Die Besuchsmittler haben vor allem deeskalierende Aufgaben (§ 106b AußstrG):
- die eigenen Tätigkeit den Kindern zu erklären, so dass diese sich bewusst werden, dass nicht die Kinder an einer solchen Situation schuld sind,
- Beratung und „Verständigung“ mit den Eltern über die konkrete Ausübung der persönlichen Kontakte zum Kind,[1]
- bei Konflikten zwischen den Eltern zu vermitteln,
- Teilnahme an persönlichen Kontakten mit dem Kind mit dem Elternteil, welcher mit dem Kind nicht im selben Haushalt wohnt,
- Anwesenheit bei der Übergabe des Kindes an den Elternteil, welcher mit dem Kind nicht im selben Haushalt wohnt und bei der Rückgabe des Kindes
- Bericht an das Gericht auf dessen Auftrag über die getätigten Wahrnehmungen bei der Durchführung der persönlichen Kontakte schriftlich oder in der mündlichen Verhandlung,

und sollen dadurch wiederum und nicht zuletzt Obsorgestreitigkeiten vor Gericht verhindern helfen.

## Rechtliche Grundlagen
Rechtliche Grundlagen für die Bestellung und die Funktion des Besuchsmittlers ist § 106b AußstrG.
Im Gegensatz zur Bestellung eines Sachverständigen ist die Bestellung eines Besuchsmittlers nach der Rechtsprechung des Obersten Gerichtshofs in 8Ob61/14z selbständig anfechtbar, da diese Bestellung durch das Gericht nach § 106b AußStrG in die freie Gestaltung des Kontaktrechts durch die Eltern eingreift. Ein Besuchsmittler würde daher nicht ausschließlich im Rahmen der Stoffsammlung für das Pflegschaftsgericht tätig werden. Die Bestellung eines Besuchsmittlers sei daher, so wie die Bestellung eines Besuchsbegleiters oder eines Kinderbeistands, selbständig anfechtbar.

## Kosten
Die Kosten für die Besuchsmittlung sind, so wie jene für die Bestellung eines Kinderbeistands, grundsätzlich von den Eltern selbst zu tragen. Nur wenn sie dazu nicht in der Lage sind ohne Beeinträchtigung ihres notwendigen Unterhalts diese Kosten zu bestreiten, kann das Gericht unter den Voraussetzungen der §§ 63 ff. ZPO die Verfahrenshilfe bewilligen. Die Kosten sind in § 2 Z 1, § 28, Tarifpost 12 des Gerichtsgebührengesetzes (GGG) geregelt.

## Abgrenzung

### Besuchsbegleitung
Besuchsbegleitung soll verhindern, dass es zu einer (auch emotionalen) Gefahrensituation für das Kind kommt.
Der Oberste Gerichtshof hat in 8Ob61/14z unter Bezugnahme auf Deixler-Hübner in „Neue Verfahrensrechtliche Instrumentarien im KindNamRÄG 2013“ ausgeführt, dass der Unterschied zwischen einem Besuchsmittler und einem Besuchsbegleiter sei, dass der Besuchsmittler „im Einzelfall die Eltern auch beim konkreten Ablauf der Besuchskontakte unterstützen könne, etwa indem er dabei helfe, positiv auf das Kind einzuwirken bzw. auch bei der praktischen Abwicklung der Besuchskontakte den Eltern unterstützend zur Seite stehe“ (der OGH zitiert auch die kritische Stellungnahme von Fucik zur Schaffung immer weiterer besonderer Institute in ÖJZ 2013/32, 307. Siehe auch Fucik in „Das neue Kindschaftsrecht“, ZAK special, S. 148.).

### Kinderbeistand
Der Kinderbeistand soll u. a. das „Sprachrohr“ sein, dass die Wünsche des Kindes rechtswirksam artikuliert um in eine entsprechende Regelung einbezogen werden zu können.